# Olonia transversa
Olonia transversa är en insektsart som först beskrevs av Walker 1858.  Olonia transversa ingår i släktet Olonia och familjen Eurybrachidae. Inga underarter finns listade i Catalogue of Life.